# Vladimir Demikhov
Vladimir Petrovitch Demikhov, né le 18 juillet 1916 à Kulikovsky et mort le 22 novembre 1998 à Moscou, est un scientifique soviétique et l'un des pionniers de la transplantation d'organes. Il effectue plusieurs transplantations dans les années 1940 et 1950, dont l'expérimentation de greffes aboutissant à des chiens à deux têtes.

## Biographie
Né le 18 juillet 1916, dans une famille de paysans russes, il grandit dans une petite ferme dans la partie nord de la région russe de Volgograd. En 1934, Vladimir Demikhov étudie à l'université d'État de Voronej. En 1937, il crée le premier cœur artificiel du monde et l'implante avec succès dans un chien (qui a survécu pendant deux heures après l'opération). Cette expérience a été publiée en avril 1938 dans le journal étudiant de l'université et a été présentée aux autres étudiants lors d'une conférence scientifique le mois suivant. Il poursuit ses études à la faculté de biologie de l'université d'État de Moscou, où il obtient son diplôme avec les honneurs en août 1940.
Peu de temps après avoir obtenu son diplôme, Vladimir Demikhov est enrôlé en juin 1941 par l'Armée rouge en tant qu'expert médico-légal et pathologiste pour la durée de la Seconde Guerre mondiale. Après la guerre, il reprend son poste dans le département de physiologie humaine à l'université de Moscou. De 1947 à 1955, Vladimir Demikhov mène ses premières expérimentations de transplantation.
En 1947, il effectue la première greffe de poumon orthotopique. Plus tard, il va réaliser des transplantations cardiothoraciques complexes ainsi que des transplantations rénales et hépatiques.

### Transplantation de têtes sur des chiens
En février 1954, Demikhov transplante la tête d'un chien sur un autre chien au niveau du cou, en utilisant des connexions vasculaires au cœur du chien hôte. Les deux têtes peuvent manger et boire séparément mais il n'a pas pu surmonter les problèmes de rejet jusqu'à 30 jours après l'opération. Cette expérience scientifique va plus tard inspirer le neurochirurgien américain Robert J. White pour ses transplantations de tête sur les singes. Préalablement, en 1908, une expérience similaire avait été menée par le chirurgien français Alexis Carrel et l'Américain Charles Guthrie qui avaient greffé une seconde tête sur le corps d'un chien receveur, lequel sera euthanasié quelques heures après l'opération.

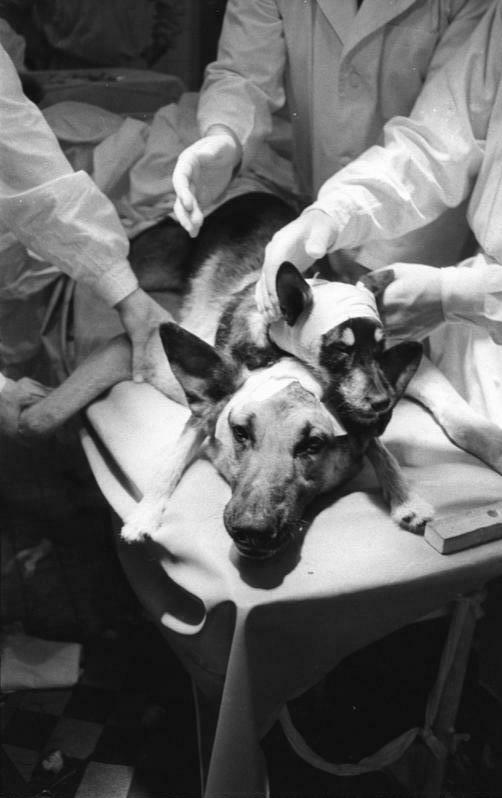
La dernière greffe de tête de chien réalisée par Vladimir Demikhov le 13 janvier 1959 en Allemagne de l'Est.

Son travail de transplantation de tête sur les chiens a été largement rapporté à l'intérieur de l'Union soviétique où cette opération controversée sera continuellement critiquée et jugée contraire à l'éthique scientifique. Un comité de révision du ministère soviétique de la Santé va décider que le travail de Vladimir Demikhov est contraire à l'éthique et celui-ci recevra l'ordre de cesser ses projets de recherche. Cependant, le directeur de l'institut de chirurgie de Moscou, Alexandre Vassilievitch Vichnevski, chirurgien en charge des forces armées soviétiques, bénéficie d'une influence considérable et permettra à Demikhov de contourner les décisions du ministère de la Santé et de reprendre ses activités de recherche.
La communication de cette expérience ne s'est propagée au monde extérieur qu'à la fin des années 1950. En 1959, Demikhov invite le photographe du magazine Life Howard Zochurek à le photographier avec son assistant, le Dr Vladimir Goriainov. Le photographe relate l'expérience où Demikhov explique l'opération qu'une chienne de 9 ans nommée Shavka  nommée "la tête des invités" vers le chien hôte nommé Brodyaga, qui signifie vagabond en russe. L'animal est mort au bout de quatre jours tandis que Demikhov relate le fait qu'il avait préalablement réalisé l’expérience 23 fois avec plus ou moins de succès, une de ses expérimentations animales avait vécu 29 jours.
En France, un extrait filmé de l'opération est présenté au journal des Actualités françaises avec des perspectives prometteuses, selon Vladimir Demikhov, pour le genre humain. Cette expérimentation de transplantation spectaculaire forge la notoriété de Vladimir Demikhov tandis que ses réalisations chirurgicales thoraciques également pionnières ont été peu reconnues.
En 1988, Vladimir Petrovitch reçoit le prix d'État de l'URSS pour ses réalisations dans le domaine de la chirurgie cardiaque. En 1998, il reçoit l'Ordre du mérite de la patrie.
Il décède le 22 novembre 1998 à l'âge de 82 ans et sera enterré au cimetière Vagankovskoye à Moscou. Un monument y est érigé sur lequel est indiqué « le fondateur de la transplantation d'organes vitaux ».